# Planeta Małp (film 1968)
Planeta Małp (ang. Planet of the Apes) – amerykański film fantastycznonaukowy z 1968 roku w reżyserii Franklina J. Schaffnera, według scenariusza Roda Serlinga. Film jest swobodną interpretacją powieści pod tym samym tytułem francuskiego pisarza Pierre’a Boulle’a. Kontynuacją filmu jest W podziemiach Planety Małp, druga część cyklu.
Film przedstawia historię grupy astronautów, którzy rozbijają się na dziwnej planecie w odległej przyszłości. Chociaż planeta początkowo wydaje się niezamieszkana, ocaleni natrafiają na społeczeństwo, w którym małpy ewoluowały, zdobywając zdolność mowy oraz ludzką inteligencję. Są gatunkiem dominującym na planecie, a niemi ludzie są ich niewolnikami.
Scenariusz został pierwotnie napisany przez Roda Serlinga, ale wprowadzono wiele zmian zanim rozpoczęto zdjęcia. Reżyserem filmu miał zostać J. Lee Thomspon albo Blake Edwards, jednak producent Arthur P. Jacobs wybrał, zgodnie z sugestnią Charltona Hestona, Franklina J. Schaffnera. Reżyser wprowadził zmianę w scenariuszu, małpia cywilizacja miała być mniej zaawansowana niż w powieści, a zatem mniej kosztowna do zobrazowania. Zdjęcia kręcono między 21 maja a 10 sierpnia 1967 w Kalifornii, Utah i Arizonie, a sekwencje pustynne kręcono w okolicach Jeziora Powella. Koszt filmu wyniósł ostatecznie 5,8 mln dolarów.
Premiera filmu w Stanach Zjednoczonych odbyła się 8 lutego 1968 i była komercyjnym sukcesem, zarabiając 32,6 mln dolarów. Najdroższym elementem filmu była charakteryzacja, która kosztowała 1 mln dolarów. John Chambers wymyślił specjalnie na potrzeby filmu nowy typ charakteryzacji, lateksowe maski, dokładnie odwzorowujące mimikę aktora. Film zdobył dwie nominacje do Oscara w kategoriach najlepsze kostiumy oraz najlepsza muzyka. Specjalną statuetkę otrzymał John Chambers za charakteryzację. W 2001 Planeta Małp została wpisana do National Film Registry.

## Fabuła
Astronauci Taylor, Landon i Dodge są w stanie głębokiej hibernacji, gdy ich statek kosmiczny rozbija się w jeziorze na nieznanej planecie. W trakcie ich 18-miesięcznej podróży z prędkością bliską prędkości światła ginie czwarta członkini załogi, Stewart, z powodu awarii kapsuły. Trójka ocalałych opuszcza tonący statek; Taylor w ostatniej chwili sprawdza czas i okazuje się, że z powodu dylatacji czasu na Ziemi upłynęło ponad 2 tysiące lat (jest dokładnie 25 listopada 3978) od ich odlotu w 1972. Gdy dostają się na ląd Dodge przeprowadza testy gleby i stwierdza, że planeta nie nadaje się do podtrzymania życia.

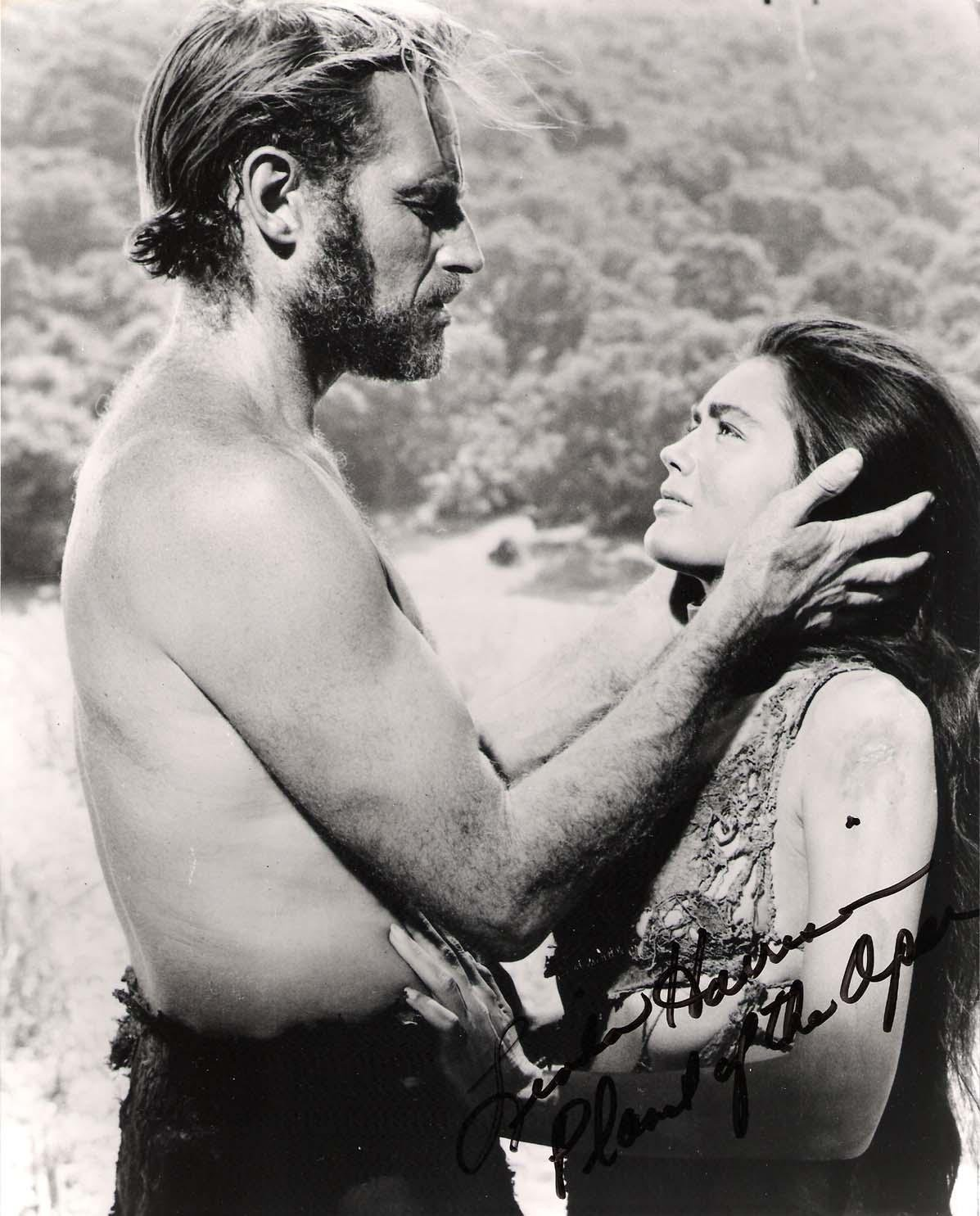
Charlton Heston i Linda Harrison w scenie z filmu

Astronauci wyruszają przez pustynię w poszukiwaniu wody i pożywienia. Po kilku dniach natrafiają na rośliny oraz odkrywają oazę, gdzie biorą kąpiel. Odkrywają, że ich ubrania zostały skradzione. Ocaleni wyruszają w pościg za złodziejami, po drodze znajdując strzępy ubrań i zniszczony ekwipunek. Natrafiają na pole kukurydzy, gdzie spotykają grupę niemych prymitywnych ludzi. Chwilę później zostają zaatakowani przez jeżdżące konno uzbrojone goryle. Dodge zostaje zabity w trakcie walki, a Landon schwytany. Taylor zostaje postrzelony w gardło i zamknięty w klatce wraz z innymi ludźmi. Małpy zabierają ich do miasta, gdzie Taylor zostaje uratowany przez dwoje szympansów: psycholożkę zwierzęcą Zirę oraz chirurga Galena. Taylor nie jest w stanie mówić. Zira nazywa go Jasnookim i zamyka w klatce wraz z niemą kobietą, którą nazywa Novą, aby zbadać jego zachowanie. Obserwując małpie społeczeństwo Taylor zauważa, że jest podzielone na trzy kasty: goryle to wojownicy, szympansy to naukowcy, a orangutany to klasa rządząca. Ich państwo jest teokratyczne, a technika jest na poziomie ludzkiej z początku rewolucji przemysłowej. Ludzie uważani są za szkodniki i przeznaczani jako niewolnicy, wykorzystywani w eksperymentach naukowych albo zabijani.
Taylor zwraca uwagę Ziry i jej męża Corneliusa, archeologa, przekonując ich o swojej inteligencji. Gdy dowiaduje się o tym przełożony Ziry, orangutan Zaius, zarządza kastrację Taylora. Mężczyźnie udaje się uciec, a w muzeum, gdzie się schronił, znajduje wypchane zwłoki Dodge’a. Po schwytaniu zostaje ponownie zamknięty w klatce, lecz udaje mu się pokonać kontuzję gardła i wykrzykuje: „Precz ze śmierdzącymi łapami, ty brudna parszywa małpo!”
Przesłuchanie w sprawie ustalenia pochodzenia Taylora zostaje zwołane przez przewodniczącego Zgromadzenia, doktora Zaiusa oraz Maximusa. Mężczyzna opowiada o swoich dwóch towarzyszach i dowiaduje się, że Landon został poddany lobotomii. Po tym jak trybunał orzeka, że Taylor rzeczywiście pochodzi z plemienia ludzi spoza granic małpiego państwa, Zaius zabiera go na prywatną rozmowę. Orangutan grozi mu kastracją i lobotomią, jeśli dalej będzie twierdził, że pochodzi z innej planety. Zira i Cornelius wraz z bratankiem Luciusem pomagają Taylorowi i Novej uciec do Zakazanej Strefy, gdzie rozbił się jego statek. Cornelius i Zira prowadzą wykopaliska, które mają im pomóc znaleźć dowody na to, że istniała zaawansowana technologicznie cywilizacja przed małpią. W tym samym czasie Taylor stara się zrozumieć, dlaczego inteligencja i zdolność mowy wykształciła się u małp, a nie u ludzi.
Gdy oglądają wykopaliska w jaskini, dogania ich pościg z Zaiusem na czele. Szympansy pokazują im skamieniałości odkryte przez Corneliusa, pochodzące sprzed 1300 lat, a także takie sprzed 2000 lat, w których odnajduje ludzką lalkę, okulary i inne przedmioty codziennego użytku należące do ludzi. Ostatecznie Zaius każe zniszczyć dowody i ujawnia, że wiedział o istnieniu o wiele starszej cywilizacji ludzi. Szympansy zostają oskarżone o herezję, ale Taylor i Nova zostają uwolnieni.
Podążając wzdłuż brzegu Taylor odkrywa szczątki Statuy Wolności i uświadamia sobie, że nie jest na obcej planecie, a na Ziemi. Zdaje sobie sprawę, że po starcie ich statku kosmicznego wybuchła wojna nuklearna, która zniszczyła ludzką cywilizację.

## Obsada

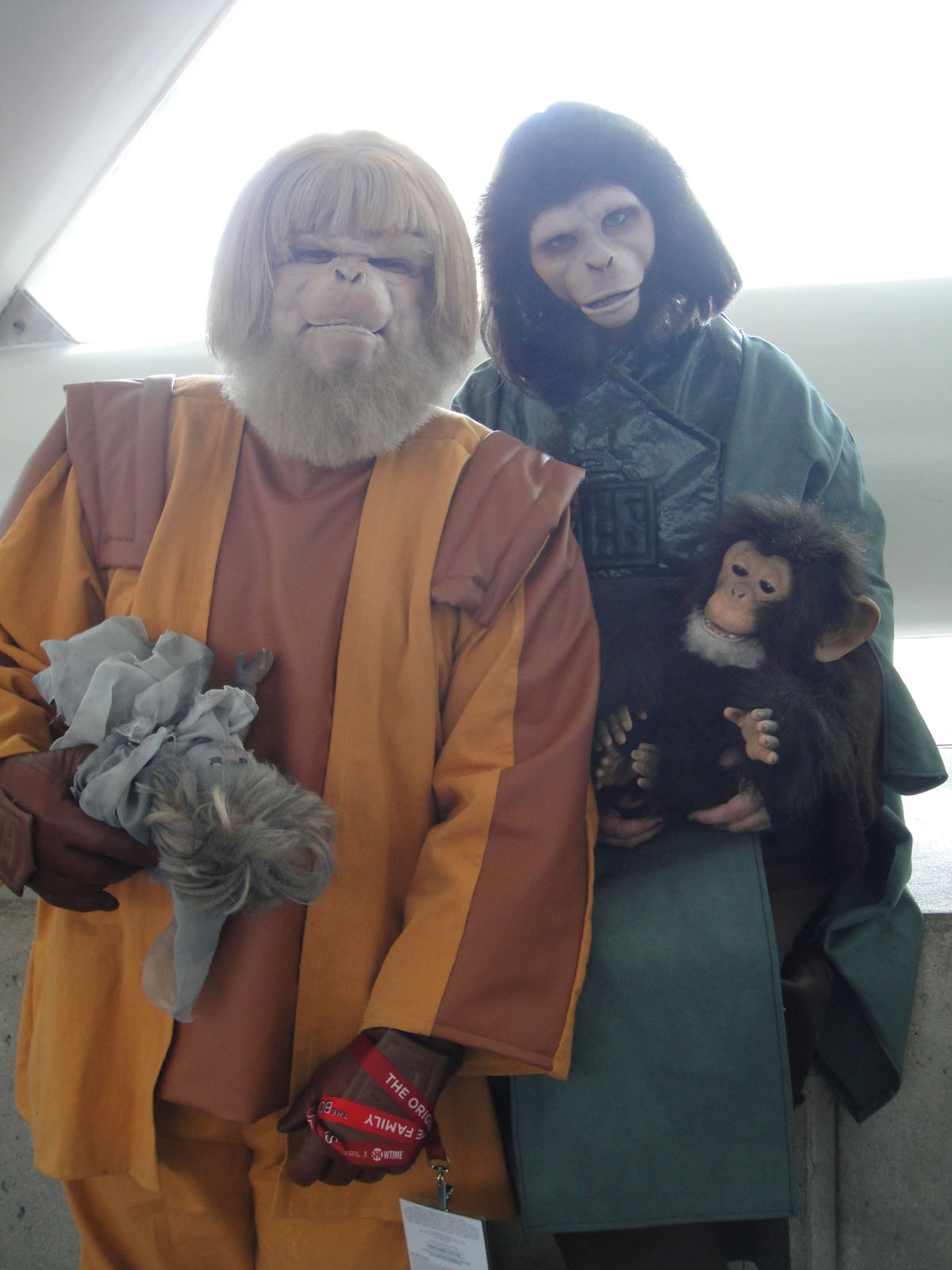
Cosplay Zaiusa i Ziry podczas WonderCon 2011

- Charlton Heston – George Taylor
- Kim Hunter – doktor Zira
- Roddy McDowall – Cornelius
- Maurice Evans – doktor Zaius
- Linda Harrison – Nova
- Robert Gunner – Landon
- Jeff Burton – Dogde
- Lou Wagner – Lucius
- Buck Kartalian – Julius
- Woodrow Parfrey – Maximus
- Wright King – doktor Galen

## Produkcja

### Początki
Producent filmowy Arthur P. Jacobs razem z Johnem Lee Thompsonem wykupili prawa do ekranizacji powieści Pierre′a Boulle′a w 1963 roku. Pracę nad scenariuszem adaptacji powierzono Rodowi Serlingowi, lecz gotowy scenariusz wraz z rysunkami koncepcyjnymi został odrzucony przez wszystkie większe studia filmowe. Po informacji, że główną rolę w filmie ma zagrać ówczesna gwiazda Hollywood, Charlton Heston, na ekranizację powieści zgodził się Richard Zanuck ze studia Fox.
Scenariusz Roda Serlinga został jednak odrzucony z powodu zbyt wysokich kosztów produkcji, które studio musiałoby ponieść, przedstawiając zaawansowaną technologicznie małpią cywilizację. Schaffner zatrudnił scenarzystę Michaela Wilsona, który zaproponował przedstawienie małp jako cywilizacji bardziej prymitywnej. Najbardziej rozpoznawalną scenę filmu, czyli zniszczoną Statuę Wolności, kilkukrotnie zmieniano w trakcie trwania zdjęć. W jednej z wersji miała ona być zakopana po czubek nosa w środku dżungli, podczas gdy inna przedstawiała Statuę rozpadniętą na kawałki.

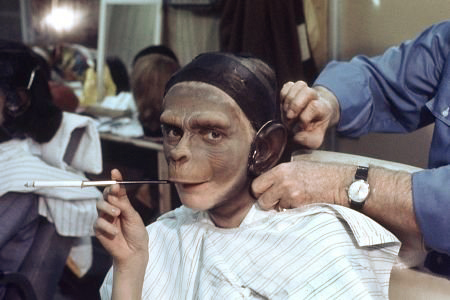
Kim Hunter w charakteryzacji.

Jednym z warunków, jakie postawił Fox twórcom filmu, była małpia charakteryzacja, która musiała być wiarygodna i naturalna. Aby przekonać studio do swojej wizji, producenci nakręcili krótką scenę testową, używając wczesnej wersji małpich masek. Zagrał w niej Charlton Heston jako Taylor (w scenariuszu pojawiał się jako Thomas), Edward G. Robinson jako Zaius oraz mniej znani kontraktowi aktorzy Foxa, James Brolin i Linda Harrison jako Cornelius i Zira. Linda, w tym czasie dziewczyna Richarda Zanucka, zagrała w filmie Novę (pojawiła się także w sequelu oraz Planecie Małp Tima Burtona). Producenci pierowtonie w tej roli widzieli Ursulę Andress, lecz gdy ona odmówiła jej rolę zaproponowano Raquel Welch oraz Angelique Pettyjohn. Jednak one też odmówiły. Doktora Zaiusa pierwotnie miał grać Edward Robinson, jednak z powodu ciężkiej charakteryzacji i swojego wieku musiał zrezygnować z tej roli.

### Zdjęcia
Zdjęcia rozpoczęto 21 maja 1967, a zakończono 10 sierpnia. Większość scen, których akcja toczy się na pustyni, kręcono w północnej Arizonie w pobliżu Wielkiego Kanionu, rzeki Kolorado, Jeziora Powella, kanionu Glen oraz niedaleko miasta Page. Większość scen małpiego miasta zostało nakręconych w parku stanowym Malibu Creek, a końcową scenę nakręcono na plaży Westward Beach między Malibu a Oxnard, jednak dostęp do niej był utrudniony z powodu 40-metrowego klifu. Z tego powodu ekipę filmową, sprzęt oraz konie przetransportowano helikopterami.

## Galeria

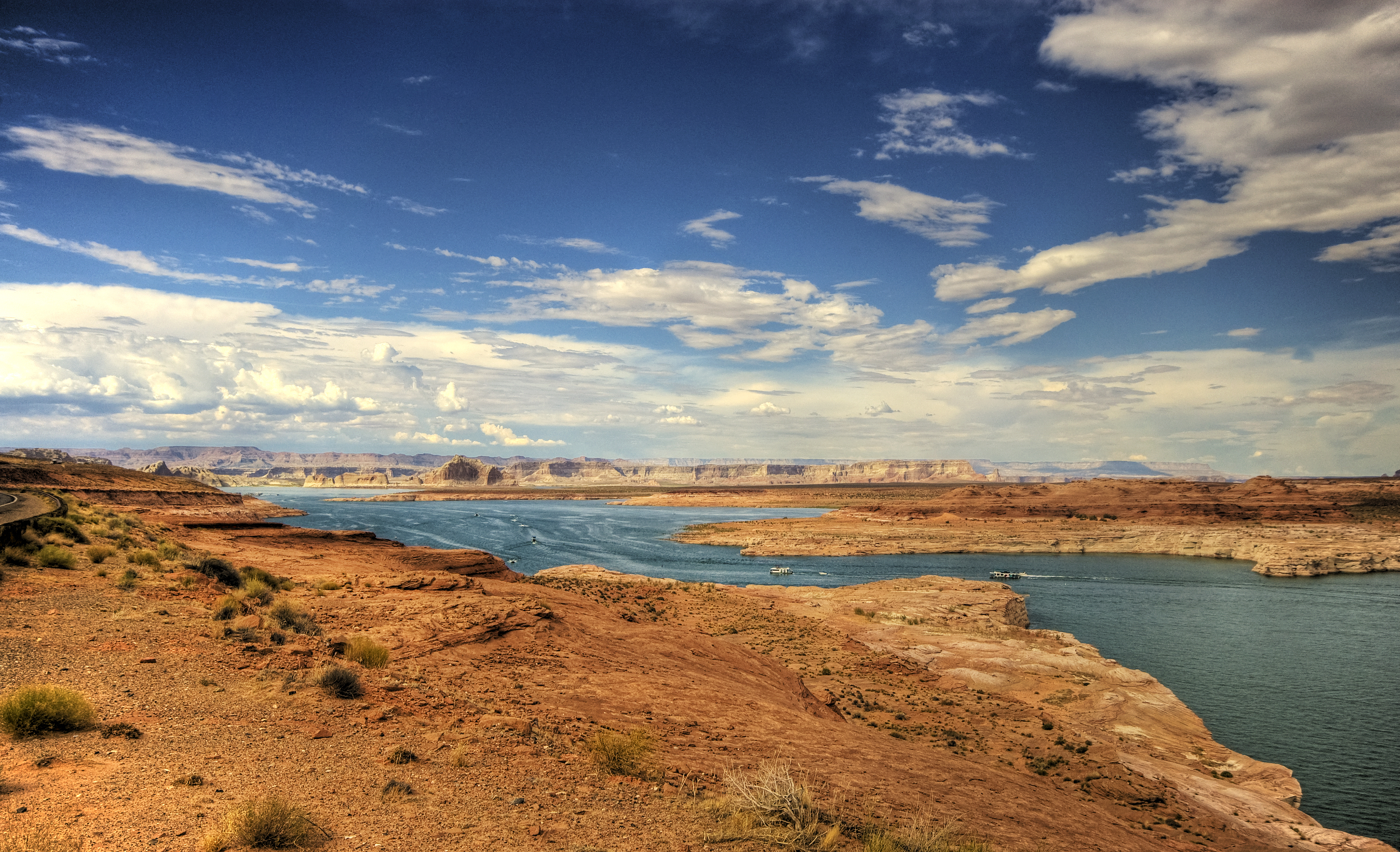
Katastrofa statku kosmicznego została częściowo sfilmowana w okolicach jeziora Powell.
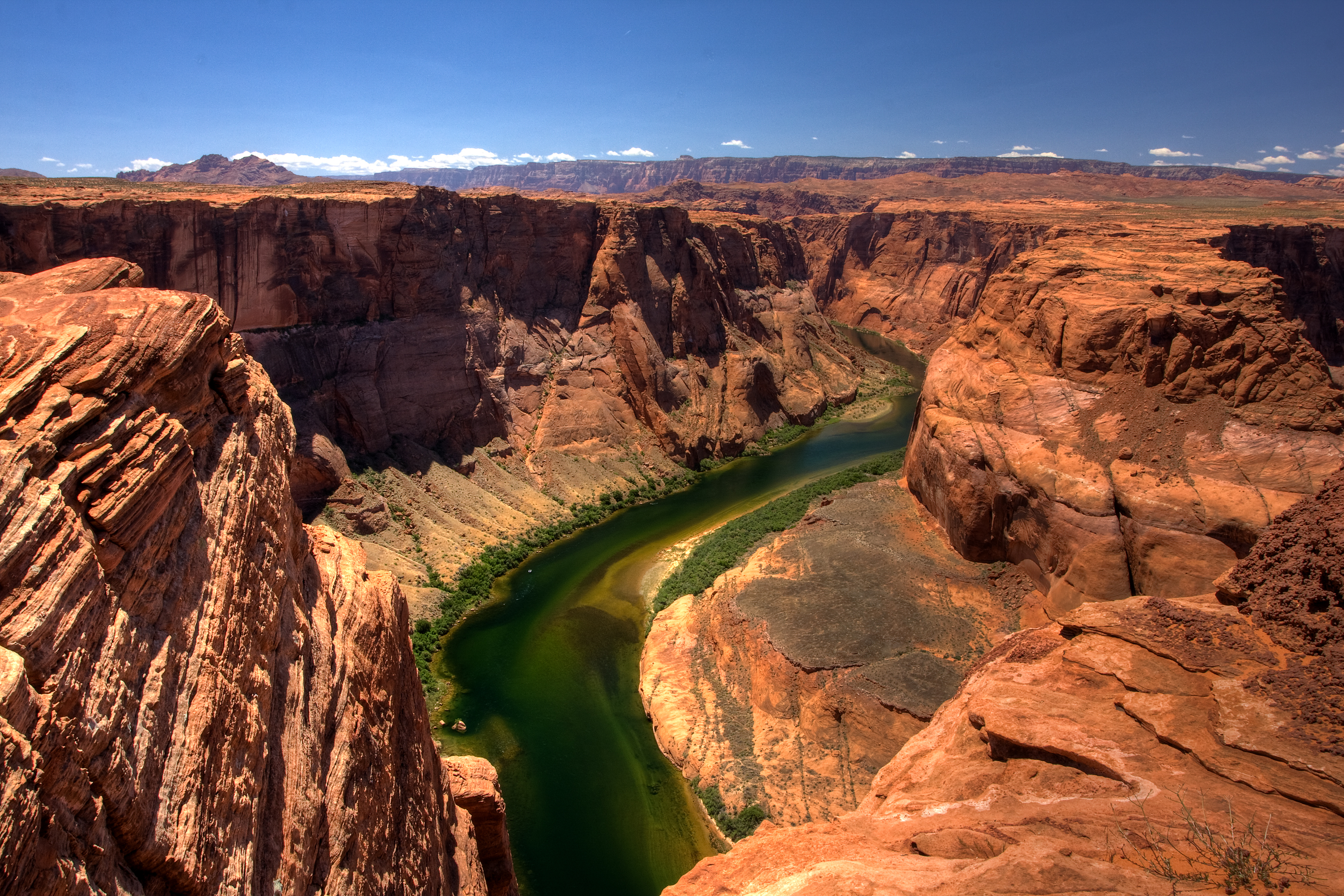
Horseshoe Bend nad rzeką Kolorado, w pobliżu miasta Page, był częścią Zakazanej Strefy, przez którą Taylor, Zira i Cornelius uciekli z małpiego miasta.
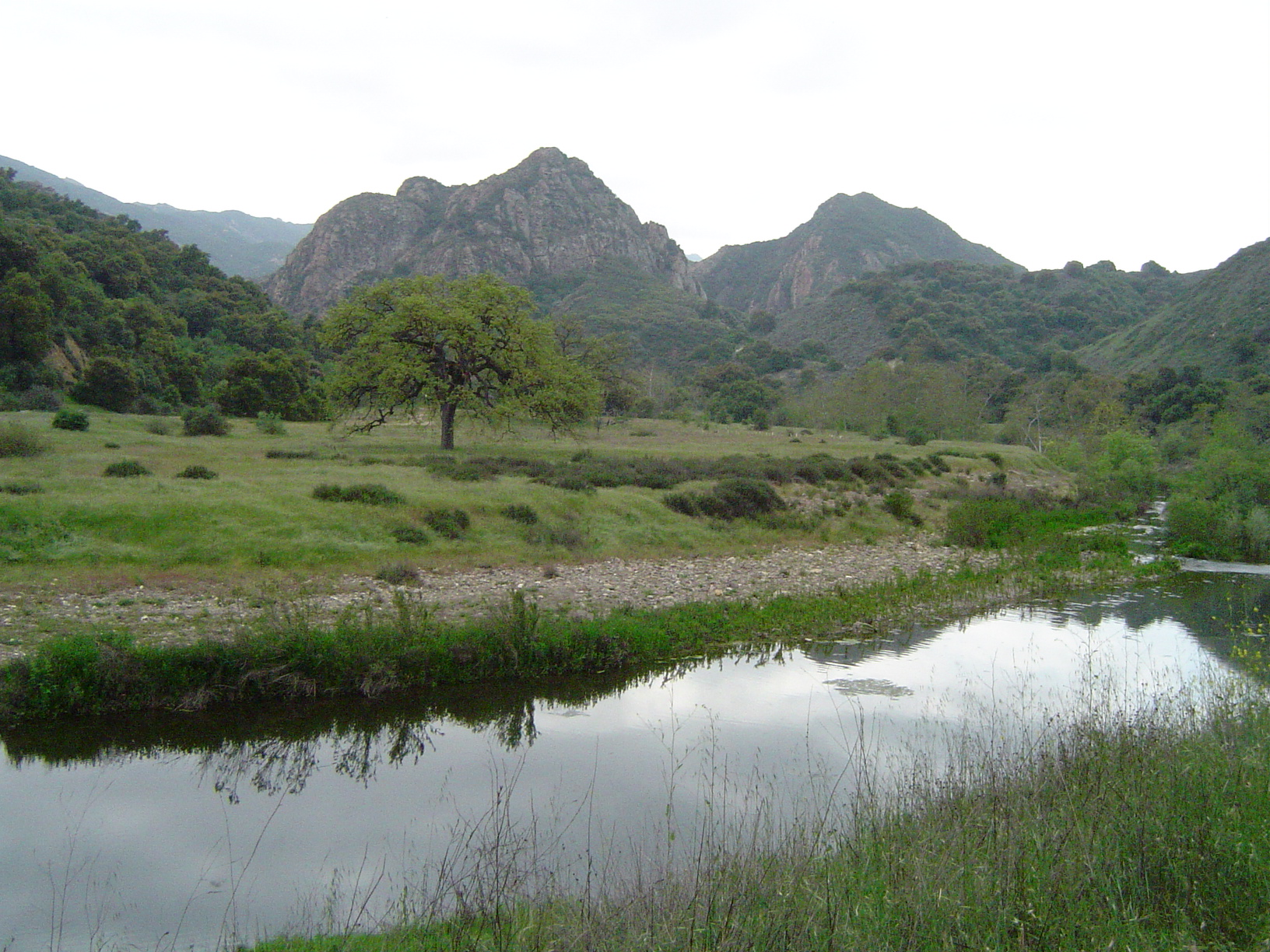
Park stanowy Malibu Creek, którego częścią była dawniej ranczo filmowe z XX wieku, był miejscem pierwszego spotkania astronautów z prymitywnymi ludźmi i małpami.
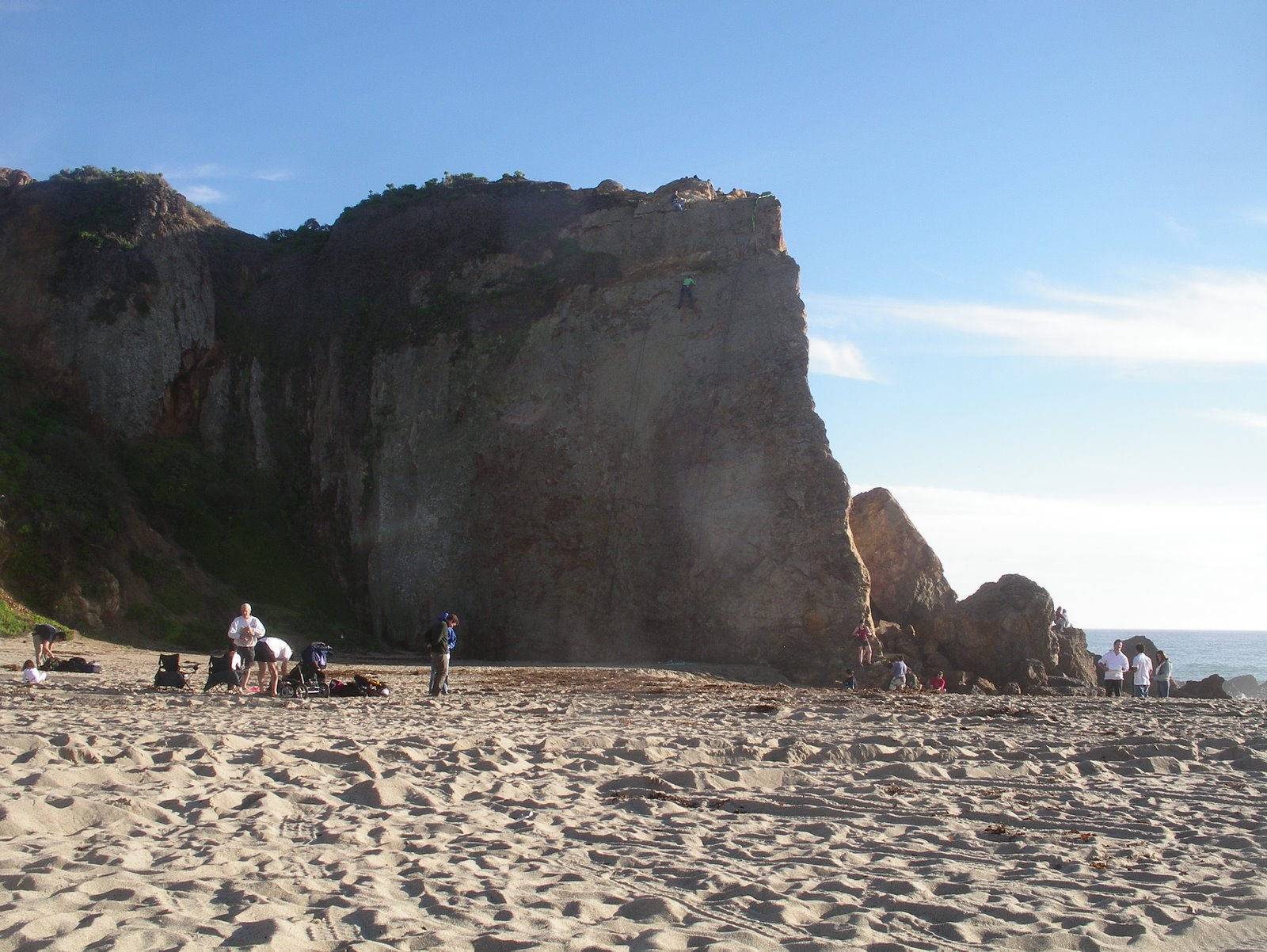
Ostatnią scenę nakręcono w Westward Beach Point Dume na wybrzeżu miasta Malibu.